# Барон Крейторн

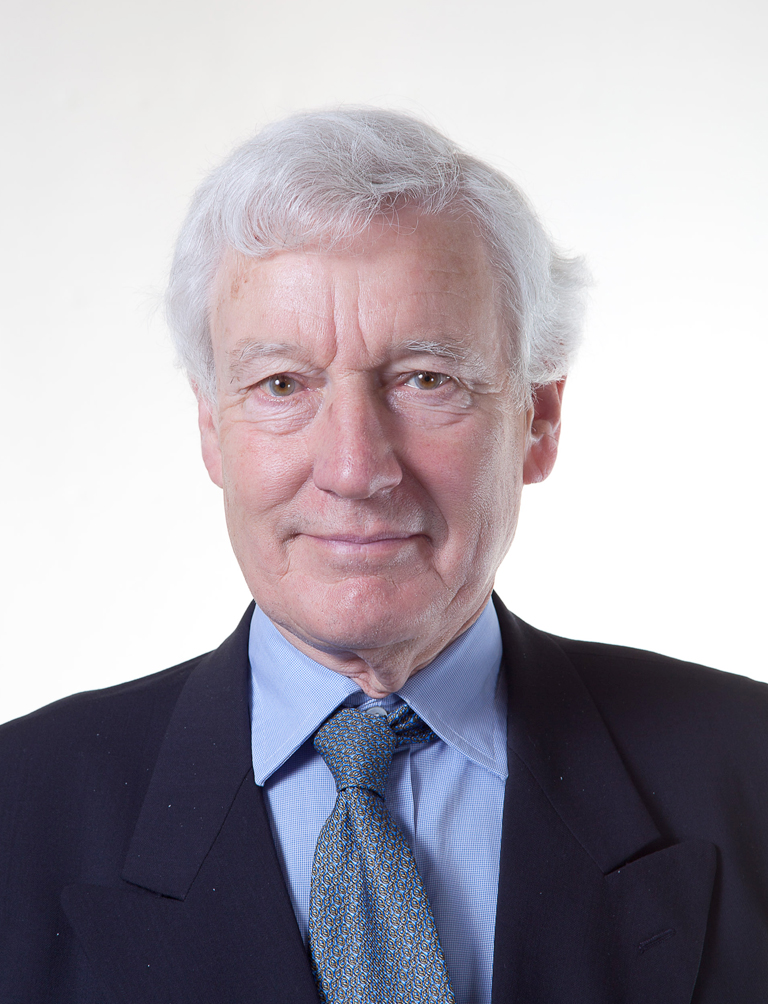
Чарльз Джеймс Дагдейл, 2-й барон Крейторн

Барон Крейторн из Крейторна в графстве Северный Йоркшир — наследственный титул в системе Пэрства Соединённого королевства. Он был создан 15 июля 1959 года для консервативного политика, сэра Томаса Дагдейла, 1-го баронета (1897—1977). Он заседал в Палате общин от Ричмонда (1929—1959) и занимал должность министра сельского хозяйства и рыболовства (1951—1954). 31 января 1945 года для него уже был создан титул баронета из Крейторна в Северном Йоркшире. 
По состоянию на 2025 год носителем титула являлся его сын, Чарльз Джеймс Дагдейл, 2-й барон Крейторн (род. 1939), который сменил своего отца в 1977 году. В 1999—2014 годах — лорд-лейтенант графства Северный Йоркшир. Лорд Крейторн является одним из девяноста избранных наследственных пэров, которые остались в Палате лордов Великобритании после принятия Акта Палаты лордов 1999 года, и сидит на скамейке консерваторов.
Семейная резиденция — Крейторн-хаус в окрестностях Ярма в графстве Северный Йоркшир.

## Бароны Крейаторн (1959)
- 1959—1977: майор Томас Лайонел Дагдейл, 1-й барон Крейторн (20 июля 1897 — 26 марта 1977), сын капитана Джеймса Лайонела Дагдейла (1862—1941)[1];
- 1977 — н. в.: Чарльз Джеймс Дагдейл, 2-й барон Крейторн (род. 15 сентября 1939), старший сын предыдущего[2];
  - Наследник титула: достопочтенный Томас Артур Джон Дагдейл (род. 30 сентября 1977), единственный сын предыдущего[3].